# 功臣寺遗址

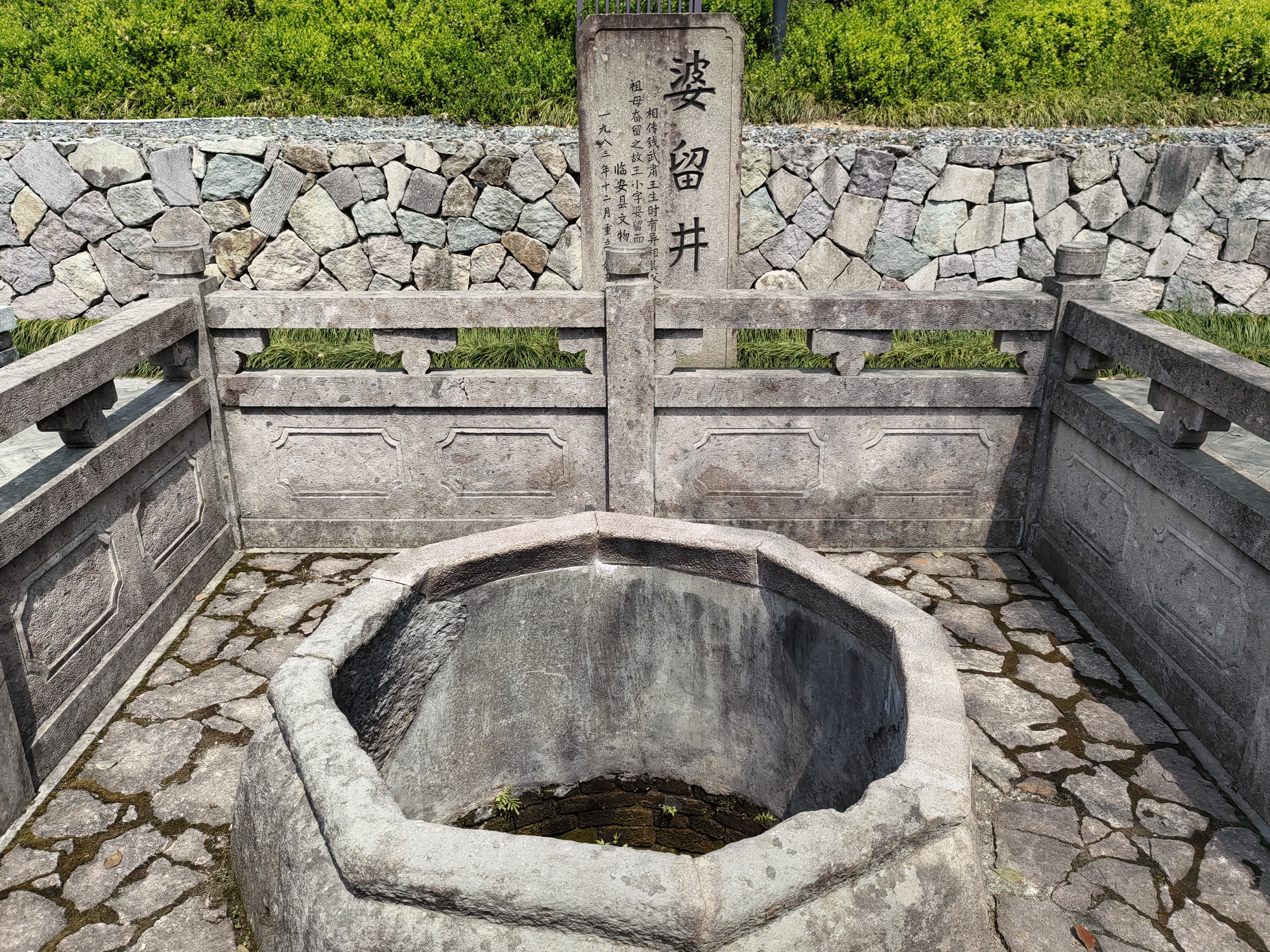
婆留井

功臣寺遗址位于浙江省杭州市临安区功臣山南麓，是一处唐至五代时期的大型廊院式建筑遗址。在对该遗址的发掘过程中，先后清理出部分早期建筑的基址、局部的围墙基础、砖（石）制的排水沟、砖砌路、天井铺地及一些砖瓦、吻兽和陶瓷器等历史文化遗存，经与文献史料相比对，可断定其为吴越国国王钱鏐“舍宅为寺”而建的功臣寺遗址。遗址呈较为明显的廊院式平面布局，强调秩序和中轴对称，由前殿、天井、钟楼类建筑物、大殿、天井、过廊、后殿及两侧厢房等建筑组成。该遗址的发现对研究五代吴越国时期的社会、经济、文化具有十分重要的作用。
2013年5月，功臣寺遗址被列入第七批全国重点文物保护单位，与第五批全国重点文物保护单位功臣塔合并，名称为功臣塔及功臣寺遗址。